# Laval-sur-Tourbe
Laval-sur-Tourbe es una comuna francesa situada en el departamento de Marne, en la región del Gran Este.

## Demografía
| 92 | 82 | 60 | 59 | 55 | 53 | 51 |
| Para los censos de 1962 a 1999 la población legal corresponde a la población sin duplicidades (Fuente: INSEE [Consultar]) |    |    |    |    |    |    |